# AK4711
AK4711 – niemiecki girlsband pop-rockowy. Nazwa jest połączeniem słów: AK-47 (karabinek Kałasznikowa), 4711 (marka kosmetyków) oraz inicjałów imienia i nazwiska wokalistki Anji Krabbe (AK). W 2005 piosenka Rock została zamieszczona jako ścieżka dźwiękowa gry FIFA 06.

## Skład grupy
- Anja Krabbe – wokal
- Carolina Bigge – perkusja
- Cindy Hennes – gitara basowa
- Kerstin Sund – gitara

## Dyskografia

### Album studyjny
- Erste Hilfe (2006)

### Single
- "Rock" (2005)
- "Kein schönerer Land" (2006)